# 八張犁 (桃園市)
八張犁，是臺灣桃園市龍潭區的一個傳統地域名稱，位於該區西北部。相較於今日行政區，其範圍大致包括八德里、聖德里。
本地區全境位於鳳山溪右岸支流霄裡溪上游流域範圍內。

## 歷史
台灣清治末期至日治初期，八張犁地區為一街庄，稱為「八張犁庄」，隸屬於桃澗堡。該庄北與安平鎮庄、山仔頂庄為鄰，東與烏樹林庄為鄰，東南邊為竹窩仔庄，西南邊為三洽水庄，西邊為老坑庄，西北邊為矮坪仔庄。
1901年（日治明治三十四年）11月，全台設置二十廳，該庄隸屬於桃仔園廳。1903年（明治三十六年），改名桃園廳。1909年（明治四十二年）10月，合併二十廳為十二廳，該庄隸屬不變。1920年（大正九年），廢十二廳改設五州二廳，該庄改制為「八張犁」大字，隸屬於新竹州大溪郡龍潭庄。
戰後龍潭庄改制為龍潭鄉，隸屬於新竹縣，大字亦改制為村。1950年桃、竹、苗分治，龍潭鄉改隸屬於桃園縣。2014年12月，桃園縣升格為直轄桃園市，龍潭鄉改制為龍潭區，村亦改制為里。

## 聚落
本地區發展較早的聚落為八張犁，在日治期初期的官方地圖上已有記載。此外，尚有梅花莊、大庄等聚落。

## 交通
區道桃73（聖亭路）是埔心至三角林的道路，大致以縱向轉北北西－南南東走向經過八張犁地區東部。向北轉北北西可前往草湳陂的埔心聚落並止於省道台1線路口，向南南東可前往龍潭市區並止於省道台3線路口。

## 學校
- 德龍國小

## 產業
- 龍潭科技園區
  - 友達光電龍潭科技園區6代廠